# Saint-Léger (prowincja Luksemburg)
Saint-Léger, Saint-Léger-en-Gaume (wa. Sint-Ldjir-e-Gåme, lb. Silljes, hist. Zillig) – miejscowość i gmina w południowo-wschodniej Belgii, w Regionie Walońskim, w prowincji Luksemburg, w okręgu Virton. 1 stycznia 2024 roku liczyła 3716 mieszkańców. Leży nad rzeką Semois.  

## Podział administracyjny
W skład gminy wchodzą dwie dzielnice (section):
- Châtillon
- Meix-le-Tige